# Episodi di Misfits (quarta stagione)
La quarta stagione della serie televisiva Misfits è stata trasmessa nel Regno Unito dal 28 ottobre al 16 dicembre 2012 su E4.
In Italia la stagione viene trasmessa sul canale satellitare Fox dal 6 gennaio 2013.
Questa stagione vede l'ingresso nel cast principale di due nuovi personaggi, che vanno a sostituire Simon, Kelly e Alisha: Finn, interpretato da Nathan McMullen, e Jess, interpretata da Karla Crome.
| nº | Titolo originale | Titolo italiano             | Prima TV UK      | Prima TV Italia  |
| -- | ---------------- | --------------------------- | ---------------- | ---------------- |
| 1  | Episode One      | Ossessione                  | 28 ottobre 2012  | 6 gennaio 2013   |
| 2  | Episode Two      | Amore cieco                 | 4 novembre 2012  | 13 gennaio 2013  |
| 3  | Episode Three    | Attrazione morbosa          | 11 novembre 2012 | 20 gennaio 2013  |
| 4  | Episode Four     | Amore letale                | 18 novembre 2012 | 27 gennaio 2013  |
| 5  | Episode Five     | Legami di sangue            | 25 novembre 2012 | 3 febbraio 2013  |
| 6  | Episode Six      | Il coniglio bianco          | 2 dicembre 2012  | 10 febbraio 2013 |
| 7  | Episode Seven    | Ad ognuno il suo            | 9 dicembre 2012  | 17 febbraio 2013 |
| 8  | Episode Eight    | I cavalieri dell'Apocalisse | 16 dicembre 2012 | 24 febbraio 2013 |

## Ossessione
- Titolo originale: Episode One
- Diretto da: Nirpal Bhogal
- Scritto da: Howard Overman

### Trama
Un misterioso ragazzo piomba nella vita quotidiana del centro sociale di Rudy, Curtis, Seth e due nuovi ragazzi, Jess e Finn, dediti, come Rudy e Curtis, al recupero dei servizi sociali, con una valigetta. Essa, insieme al misterioso ragazzo, sarà il centro dell'episodio. Inoltre al centro di recupero arriverà un nuovo operatore dei servizi sociali che risulterà molto più intransigente rispetto ai vecchi operatori sociali visti nelle tre precedenti stagioni di Misfits.

## Amore cieco
- Titolo originale: Episode Two
- Diretto da: Nirpal Bhogal
- Scritto da: Howard Overman

### Trama
Non avendo pagato l'affitto di casa Rudy è costretto a cercare un nuovo posto dove vivere e trova rimedio trasferendosi nell'appartamento del nuovo amico Finn. Con il passare del tempo Rudy, insospettito dagli strani rumori che continuano a provenire dalla stanza di Finn, cerca di scoprire cosa il suo amico gli nasconde e trova una ragazza legata e imbavagliata a letto, con la sola possibilità di comunicare grazie a un ripetitore di parole per bambini che le fa da voce. La ragazza verrà liberata da Rudy e avrà delle strane ripercussioni sul comportamento di Finn.

## Attrazione morbosa
- Titolo originale: Episode Three
- Diretto da: Nirpal Bhogal
- Scritto da: Howard Overman

### Trama
Si viene a scoprire l'esistenza di un terzo Rudy che si rivela essere la parte cattiva. Egli, una volta uscito di prigione, riuscirà a trovare i due restanti Rudy e a impossessarsene per maturare la sua vendetta e al tempo stesso soddisfare un suo desiderio. Questo desiderio è quello di scoprire cosa si prova a uccidere una persona. Per questo intento inizia a mostrare un interesse spinto verso Jess, la quale inizialmente trova inusuale il comportamento di Rudy, ma che poi cede alle sue lusinghe promettendole, se faranno coppia, di essere il fidanzato perfetto, tutto dopo un'intima conversazione spesa tra i due parlando a vicenda del proprio passato. Jess inizialmente si fida, ma riesce poi a indovinare il reale intento del Rudy cattivo e a ucciderlo, riuscendo a fare liberare il Rudy buono e il Rudy neutro (l'originale).

## Amore letale
- Titolo originale: Episode Four
- Diretto da: Jonathan van Tulleken
- Scritto da: Howard Overman

### Trama
Curtis conosce Lola, una ragazza che segue dei corsi di preparazione al centro per diventare una futura assistente sociale; i due si piacciono subito e iniziano a frequentarsi. Curtis si innamora così tanto intensamente della ragazza che un giorno Lola, tornando da Curtis ferita, a sua detta, dal suo ex-fidanzato che continua a perseguitarla, Curtis decide di occuparsi immediatamente del ragazzo, per vendicare Lola. Curtis riesce a trovare l'appartamento dove vive l'ex-fidanzato di Lola per dargli quel che si merita. L'ex-fidanzato lo mette in guardia riguardo Lola, gli dice che lo sta usando e Curtis inizia a tentennare. Non riuscendo a prendere una decisione la situazione gli sfugge di mano e Curtis finisce per uccidere l'uomo. Alla scena assistono anche Rudy, Finn e Jess increduli. Curtis allora cerca di rintracciare Lola ma non la trova. A questo punto ritorna nell'appartamento del ragazzo ucciso e lo resuscita trasformandolo in uno zombie, riuscendo a farsi dire l'indirizzo della casa di Lola. Al ragazzo-zombie iniziano a manifestarsi i sintomi violenti del suo stato e riesce a mordere Curtis, facendolo diventare anch'esso uno zombie. Curtis è scosso dalla vicenda e sapendo già la fine che gli spetterà si impegna per trovare Lola. Una volta nell'appartamento della ragazza, grazie a un video registrato su CD, scopre che lei non è un'aspirante assistente sociale, ma un'aspirante attrice. Nel frattempo Lola ha già trovato un altro ragazzo da ingannare per fare ripetere lo stesso gioco con Curtis e il ragazzo-zombie (ex-fidanzato). Curtis, Lola e il suo nuovo ragazzo si ritrovano in una discarica abbandonata e Lola uccide per primo il suo nuovo ragazzo, poi spiega a Curtis della sua "inclinazione", ovvero che la tempesta di fulmini che ha dato un potere a tutti quelli coinvolti, a lei ha cambiato la sua personalità; da Debbie, l'originale personalità, a Lola, la personalità dell'attrice che impersona Debbie, che sfrutta gli uomini a suo piacimento e li usa come oggetti. Poco dopo Lola spara a Curtis, che non muore perché zombie, e così riesce a rispondere e a uccidere Lola. Curtis ormai rassegnato alla fine che dovrà fare decide di uccidersi, ponendo fine alla sua vita.

## Legami di sangue
- Titolo originale: Episode Five
- Diretto da: Jonathan van Tulleken
- Scritto da: Howard Overman

Finn cerca di scoprire chi è il suo vero padre, cercando e parlando con le persone che sono rappresentate insieme alla madre in una sua foto a una festa. Dopo varie ricerche riesce finalmente a trovare suo padre, scoprendo anche che quest'ultimo ha avuto una figlia da un'altra donna, Grace. Si scoprirà poi che la sorellastra di Finn ha un potere che permette di fare rimanere in vita loro padre, ormai gravemente ammalato e sul punto di morire. Intanto Jess dopo alcuni chiarimenti si è ufficialmente fidanzata con il barista e continua a uscire frequentemente con lui. Dopo varie peripezie il padre di Finn lo supplica di fermare il tentativo di Grace di tenerlo in vita, facendolo morire e ponendo fine così alle sue sofferenze.

## Il coniglio bianco
- Titolo originale: Episode Six
- Diretto da: Jonathan Van Tulleken
- Scritto da: Jon Brown

Rudy, Finn, Jess e Alex vengono invitati a una festa in un appartamento di un amico di Rudy. Arrivati sul posto (inizialmente avevano sbagliato stanza, finendo in un funerale), sulla fronte dei quattro appare misteriosamente un numero, corrispondente al numero delle volte in cui hanno avuto un rapporto sessuale. La situazione si complica quando uno strano coniglio bianco si aggira nel palazzo uccidendo le persone con una mazza da golf. Si scoprirà poi che il coniglio è frutto di un'allucinazione dell'amico di Rudy, divenuta realtà a causa del temporale che gli ha dato quello strano potere. Alla festa si farà la conoscenza di una nuova ragazza, Abby, un'ubriacona. Rudy per la prima volta in vita sua si innamora di una ragazza che ha conosciuto al funerale. Alex rivela a Jess il motivo per cui non possono stare insieme: il suo pene gli è stato rubato da una ragazza a una festa, che l'ha sostituito con la sua vagina.

## Ad ognuno il suo
- Titolo originale: Episode Seven
- Diretto da: Dusan Lazarevic
- Scritto da: Jon Brown

Alex decide di pagare un ragazzo affinché rintracci la ragazza che possiede il suo pene e che glielo restituisca. Rudy, nel frattempo, continua a parlare continuamente di Nadine, la ragazza conosciuta al funerale. Abby, la ragazza ubriacona conosciuta alla festa, si risveglia all'interno del centro sociale, decidendo di fingersi un assistente (sotto idea di Finn) per non destare sospetti nel vero assistente sociale. Andando al bagno Abby incontra una misteriosa ragazza incinta, che improvvisamente con un potere speciale trasferisce il bambino all'interno della sua pancia. Si scoprirà poi che Nadine, la ragazza di cui Rudy si è innamorato, è una suora. Alex intanto riesce a riavere il suo pene e a stare ufficialmente insieme a Jess.

## I Cavalieri dell'Apocalisse
- Titolo originale: Episode Eight
- Diretto da: Dusan Lazarevic
- Scritto da: Howard Overman

Rudy non riesce a togliersi dalla testa Nadine e cerca tutti i modi di stare insieme a lei; è innamorato al punto di pregare continuamente in ogni momento. Tuttavia le altre suore della parrocchia cercano in tutti i modi di impedire alla ragazza di uscire dalla parrocchia e di vedere Rudy. Volendo a tutti i costi stare con lei Rudy e gli altri irrompono nella parrocchia e riescono a portare via Nadine. Al centro quest'ultima ha un rapporto con Rudy, che per la prima volta ha un rapporto sessuale con una ragazza di cui è innamorato, mentre Finn ha un rapporto con Abby. Alex intanto ha tradito Jess andando a letto con un'altra, e questo suscita un litigio tra i ragazzi che porta a scoprire che Nadine ha un potere: evocare i quattro Cavalieri dell'Apocalisse, ed è questo il motivo per cui le suore la tenevano rinchiusa dentro la parrocchia. Durante l'inseguimento al centro sociale Alex rimane gravemente ferito e Nadine si fa uccidere, per fare sparire per sempre i quattro cavalieri. A fine puntata Alex subisce un trapianto di un polmone, dato che il suo era stato perforato. Rudy, pensando a quanto successo a Nikki, come raccontatogli da Curtis, spiega agli altri come anche Alex possa ricevere un potere.
P.S. Rudy nel ricordare Nikki afferma che sia morta per causa di "un tizio che controllava il latte", ma quella linea temporale è stata cancellata da Curtis. Effettivamente però Curtis è l'unico ad avere memoria delle linee temporali da lui annullate e un suo errore può spiegare l'incongruenza.